# ユア・ザ・スター
『ユア・ザ・スター』（原題：A Spanner in the Works）は、ロッド・スチュワートが1995年に発表したアルバム。

## 解説
『ヴァガボンド・ハート』（1991年）以来4年ぶりとなるスタジオ・アルバム。本作からは「ユア・ザ・スター」（全英19位）、「さよならヴァージニア」（全米52位）、「レディ・ラック」（オリコン39位・全英56位）がシングル・ヒットした。
日本では、「レディ・ラック」はテレビドラマ『沙粧妙子-最後の事件-』の主題歌に使用された。また、日本盤には、1975年のアルバム『アトランティック・クロッシング』からのシングル・ヒット曲「セイリング」がボーナス・トラックとして追加収録された。同曲は、当時スバル・レガシィのコマーシャルソングに使用されて、再発CDシングルもリリースされていた。

## 収録曲
1. ウィンディ・タウン - Windy Town (Chris Rea) - 5:12
2. ダウンタウン・ライツ - The Downtown Lights (Paul Buchanan) - 6:33
3. さよならヴァージニア - Leave Virginia Alone (Tom Petty) - 4:07
4. スウィートハート・ライク・ユー - Sweetheart Like You (Bob Dylan) - 4:54
5. This - This (John Capek, Marc Jordan) - 5:19
6. レディ・ラック - Lady Luck (Carmine Rojas, Jeff Golub, Kevin Savigar, Rod Stewart) - 4:25
7. ユア・ザ・スター - You’re the Star (Billy Livsey, Frankie Miller, Graham Lyle) - 4:39
8. マディ、サム&オーティス - Muddy, Sam and Otis (R. Stewart, K. Savigar) - 4:42
9. ハング・オン・セント・クリストファー - Hang on St. Christopher (Tom Waits) - 4:04
10. デリシャス - Delicious (R. Stewart, Andy Taylor, Robin LeMesurier) - 4:43
11. スーズ・ミー - Soothe Me (Sam Cooke) - 3:33
12. パープル・ヘザー - Purple Heather (Traditional) - 4:58

### 日本盤ボーナス・トラック
1. セイリング - Sailing (Gavin Sutherland) - 4:38

## レコーディング・メンバー
- ロッド・スチュワート - ボーカル
- ジェフ・ゴルブ - ギター(on 1. 3. 4. 6. 8. 9. 12.)
- ティム・ピアース - ギター(on 1. 2. 5. 8.)
- ロビン・ル・ムシュリエ - ギター(on 1. 4. 6. 7. 10. 11.)
- デイヴィー・ジョンストン - ギター(on 3.)、マンドリン(on 3.)
- スティーヴ・リプソン - ギター(on 4.)、ベース(on 2. 4.)
- ジム・クリーガン - ギター(on 5.)
- アンディ・テイラー - ギター(on 7. 10. 11.)
- マイケル・ランドウ - ギター(on 7.)
- ロル・クレーム - ギター(on 9.)
- トレヴァー・ホーン - ベース(on 1.)、プログラミング(on 1.)、バッキング・ボーカル(on 1.)
- リーランド・スカラー - ベース(on 3.)
- ケヴィン・サヴィガー - ベース(on 5. 8.)、キーボード(on all songs)、ストリングス・アレンジ(on 7. 11.)スクィーズボックス(on 12.)
- カーマイン・ロハス - ベース(on 6. 12.)
- バーナード・エドワーズ - ベース(on 7. 10. 11.)
- マイク・ハイアム - ベース(on 8.)、キーボード(on 2. 8.)
- ガイ・プラット - ベース(on 9.)、アコースティック・ギター(on 9.)
- デヴィッド・パーマー - ドラムス(on 1. 4. 6. 7. 8. 10. 11. 12.)
- ポール・ロビンソン - ドラムス(on 2. 5.)
- ケニー・アロノフ - ドラムス(on 3.)
- ジェイミー・ムホベラック - キーボード(on 2.)、パーカッション(on 9.)、ピアノ(on 9.)
- ジェームズ・ニュートン・ハワード - キーボード(on 3.)
- ビリー・プレストン - オルガン(on 11.)
- パウリーニョ・ダ・コスタ - パーカッション(on 1.)
- フランク・リコッティ - ビッグ・ドラム(on 5.)
- マーティン・オコナー - アコーディオン(on 6.)
- アン・ダドリー - ピアノ(on 8.)、ストリングス・アレンジ(on 1. 2. 4. 5. 8. 12.)
- ドン・テシュナー - マンドリン(on 1. 6.)、フィドル(on 6.)
- デヴィッド・リンドレー - ブズーキ(on 1.)
- ドーナル・ラニー - ブズーキ(on 6. 12.)
- レスリー・バトラー - ハーモニカ(on 9.)
- ザ・キック・ホーンズ - ホーン(on 9.)
- レニー・ピケット - ホーン・アレンジ(on 11.)
- リック・ブラウン - ホーン(on 11.)
- ニック・レイン - ホーン(on 11.)
- デヴィッド・ウッドフォード - ホーン(on 11.)
- ジョン・マクシェリー - バグパイプ(on 6.)
- Máire Ní Chathasaigh - アイリッシュ・フィドル(on 6.)
- アレイシャ・アーヴィング - バッキング・ボーカル(on 2.)
- ジョー・トゥラノ - バッキング・ボーカル(on 3. 7.)
- フレッド・ホワイト - バッキング・ボーカル(on 7. 8.)
- ジョーイ・ディグス - バッキング・ボーカル(on 7. 8.)
- レイモント・ヴァン・フック - バッキング・ボーカル(on 7. 8.)
- オーレン・ウォーターズ - バッキング・ボーカル(on 10. 11.)
- ジョセフ・パウエル - バッキング・ボーカル(on 10. 11.)
- テリー・ヤング - バッキング・ボーカル(on 10. 11.)
- グラスゴー・ゲーリック・ミュージック・アソシエイション - コーラス(on 12.)
- ギャヴィン・ライト - オーケストラ・リーダー(on 1. 2. 4. 5. 8. 12.)
- スージー片山 - オーケストラ・リーダー(on 7. 11.)